# Antonio Medina García

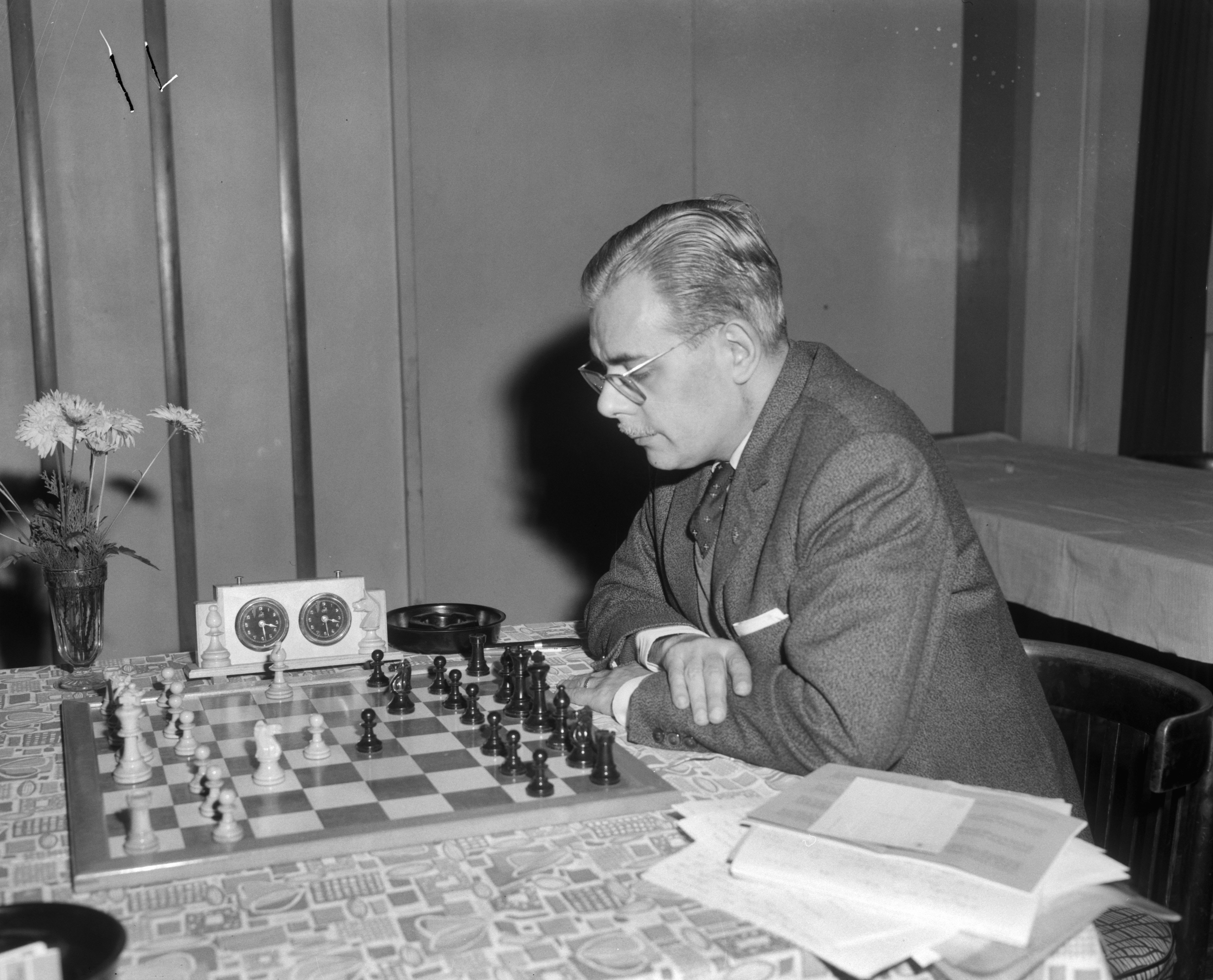
Antonio Medina García (1965)

Antonio Ángel Medina García (Barcellona, 2 ottobre 1919 – Barcellona, 31 ottobre 2003) è stato uno scacchista spagnolo, Maestro Internazionale.

## Carriera scacchistica
Vinse sette volte il campionato spagnolo (1944, 1945, 1947, 1949, 1952, 1963 e 1964). 
Vinse tre volte il campionato della Catalogna (1947, 1949 e 1950).
Dal 1953 visse per dieci anni in Venezuela, vincendo per tre volte (1955, 1956 e 1958) il campionato di tale paese. 
Dal 1954 al 1976 partecipò con la Spagna a cinque olimpiadi degli scacchi. 
Altri risultati:
- 1944 : 2º a Gijón dietro ad Aleksandr Alechin (che sconfisse nell'incontro diretto,   - vedi la partita)
- 1948 : 2º a Mar del Plata
- 1950 : 1º a Madrid
- 1952 : 1º a Lisbona
- 1953 : 1º-4º al torneo di Hastings (con Harry Golombek, Jonathan Penrose e Daniel Yanofsky)
- 1954 : 1º a Caracas (zonale dell'America centrale)
- 1962 : 1º nel United States Open di San Antonio
- 1965 : 1º a Malaga
- 1967 : 2º-5º ad Amsterdam
- 1968 : 1º-3º al torneo B di Wijk aan Zee

Nel 1974 fu nominato Arbitro Internazionale. Arbitrò diversi match di livello mondiale, tra cui nel 1983 la semifinale del torneo dei candidati tra Vasilij Smyslov e Zoltán Ribli, e nel 1989 la semifinale del campionato del mondo tra Anatolij Karpov e Andrej Sokolov.